# Adolfus
Adolfus is een geslacht van hagedissen uit de familie echte hagedissen (Lacertidae).

## Naam en indeling
De wetenschappelijke naam van de groep werd voor het eerst voorgesteld door Richard Sternfeld in 1912. De wetenschappelijke geslachtsnaam is een eerbetoon aan de Duitse koloniaal en reiziger Adolf Frederik hertog van Mecklenburg (1873 - 1969).
Er zijn vier soorten, inclusief de pas in 2014 wetenschappelijk beschreven soort Adolfus masavaensis. Vroeger werd ook de hagedis Congolacerta vauereselli tot het geslacht Adolfus gerekend. De soorten werden vroeger tot de geslachten Lacerta en Algyroides gerekend.
Een echte Nederlandse naam is er nog niet voor de groep, die in andere talen wel boshagedissen (forest lizards) wordt genoemd.

### Soorten
Het geslacht omvat de volgende soorten, met de auteur en het verspreidingsgebied.
| Naam                | Auteur                           | Verspreidingsgebied                                                                             |
| ------------------- | -------------------------------- | ----------------------------------------------------------------------------------------------- |
| Adolfus africanus   | Boulenger, 1906                  | Centraal-Afrikaanse Republiek, Congo-Kinshasa, Kameroen, Kenia, Oeganda, Rwanda, Soedan, Zambia |
| Adolfus alleni      | Barbour, 1914                    | Kenia, Oeganda                                                                                  |
| Adolfus jacksoni    | Boulenger, 1899                  | Burundi, Congo-Kinshasa, Kenia, Oeganda, Rwanda, Tanzania                                       |
| Adolfus masavaensis | Wagner, Greenbaum & Branch, 2014 | Kenia                                                                                           |

## Verspreiding en habitat
Alle soorten leven in Afrika, en komen buiten dit continent niet voor. De soorten leven meest in het westen en midden van Afrika in de landen Burundi, Centraal-Afrikaanse Republiek, Congo-Kinshasa, Kameroen, Kenia, Oeganda, Rwanda, Soedan, Tanzania en Zambia.
De habitat bestaat uit tropische en subtropische regenwouden. In tegenstelling tot de meeste echte hagedissen, die bodembewonend zijn en hooguit op een muur kruipen, zijn de verschillende soorten meer boombewonend, hoewel niet zo sterk als de soorten uit het geslacht Holaspis. Er is weinig bekend over de verschillende soorten, onderzoek is soms moeilijk vanwege de politieke situatie in een aantal Afrikaanse landen.

## Beschermingsstatus
Door de internationale natuurbeschermingsorganisatie IUCN is aan drie soorten een beschermingsstatus toegewezen. Een soort wordt gezien als 'veilig' (Least Concern of LC) en twee soorten worden beschouwd als 'gevoelig' (Near Threatened of NT)..